# نادين ليمان
نادين ليمان هي لاعبة كرلنغ سويسرية، ولدت في 9 أغسطس 1990 في Worb ‏ في سويسرا.

## وصلات خارجية
- نادين ليمان على موقع الاتحاد الدولي للكرلنغ (الإنجليزية)